# Stanley Leleito
Stanley Leleito (* 15. Juni 1984) ist ein ehemaliger kenianischer Marathonläufer. Er kommt aus einem Dorf etwa 150 km von Nairobi entfernt.

## Erfolge
2004 wurde er Fünfter beim Athen-Marathon. 2005 siegte er in seiner Bestzeit von 2:10:17 h beim Zürich-Marathon. 2006 belegte er jeweils den vierten Platz beim Vienna City Marathon und beim Amsterdam-Marathon.